# Nops proseni
Nops proseni là một loài nhện trong họ Caponiidae.
Loài này thuộc chi Nops. Nops proseni được Birabén miêu tả năm 1954.